# Hauser
Hauser – miasto w Stanach Zjednoczonych, w stanie Idaho, w hrabstwie Kootenai.